# Виттенбек
Виттенбек (нем. Wittenbeck) — община в Германии, в земле Мекленбург-Передняя Померания.
Входит в состав района Бад-Доберан. Подчиняется управлению Бад Доберан-Ланд. Население составляет 805 человек (на 31 декабря 2010 года). Занимает площадь 9,93 км².